# Васильевка (Альметьевский район)
 Васильевка  — село в Альметьевском районе Татарстана. Административный центр Васильевского сельского поселения.

## География
Находится в юго-восточной части Татарстана на расстоянии приблизительно 11 км по прямой на юг от районного центра города Альметьевск.

## История
Основано в конце XVIII века, упоминалось также как Кузайкино. В 1896 году была построена церковь. Известно, что одной из составных частей села была деревня Абрамовка, известна с XVIII века.

## Население
Постоянных жителей было: в 1795—145, в 1859—699, в 1889—826, в 1897—725, в 1910—1038, в 1920—1190, в 1926—985, в 1938—659, в 1949—629, в 1958—565, в 1970—536, в 1979—478, в 1989—319 (мордва 57 %, татары 38 %), в 2002 − 440 (татары 39 %), 484 в 2010.